# Aphrodite Heyl

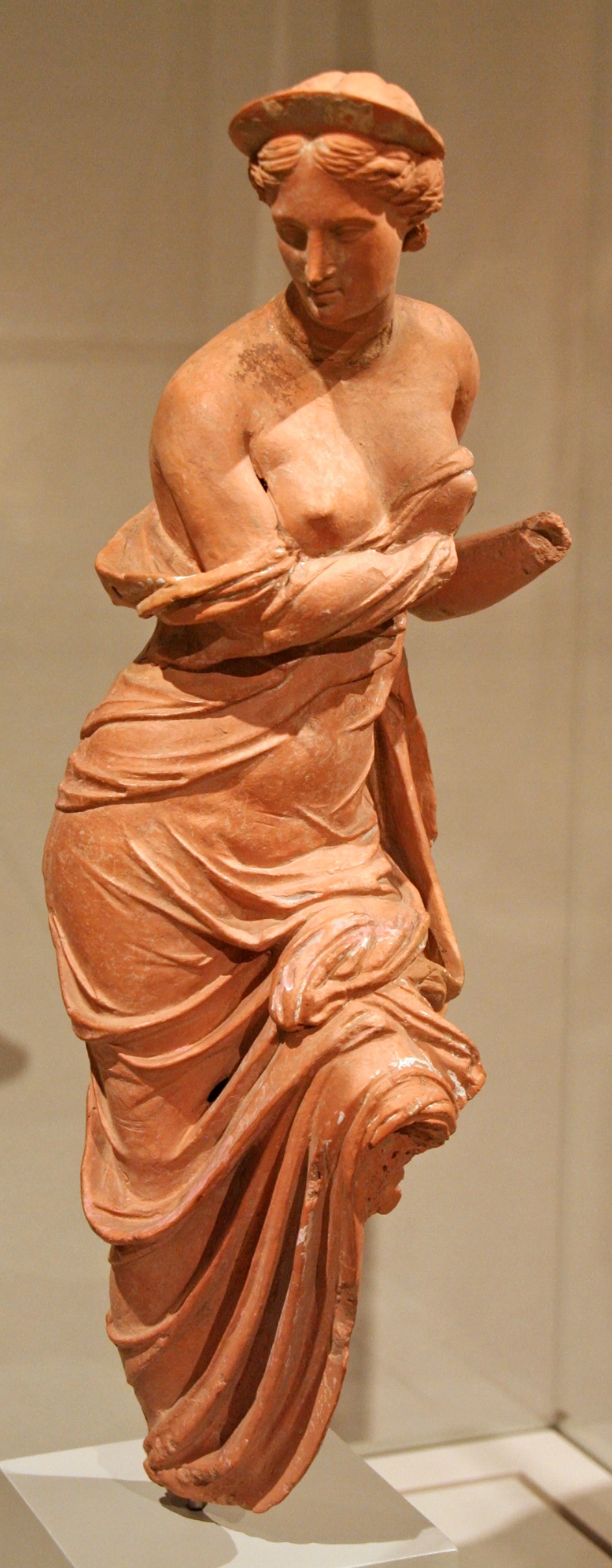
Die Aphrodite Heyl

Die Statuette der Aphrodite mit dem Namen Aphrodite Heyl in der Antikensammlung Berlin (Inventarnummer 31272) ist eine besonders fein gearbeitete Terrakottafigur aus dem 2. Jahrhundert v. Chr.

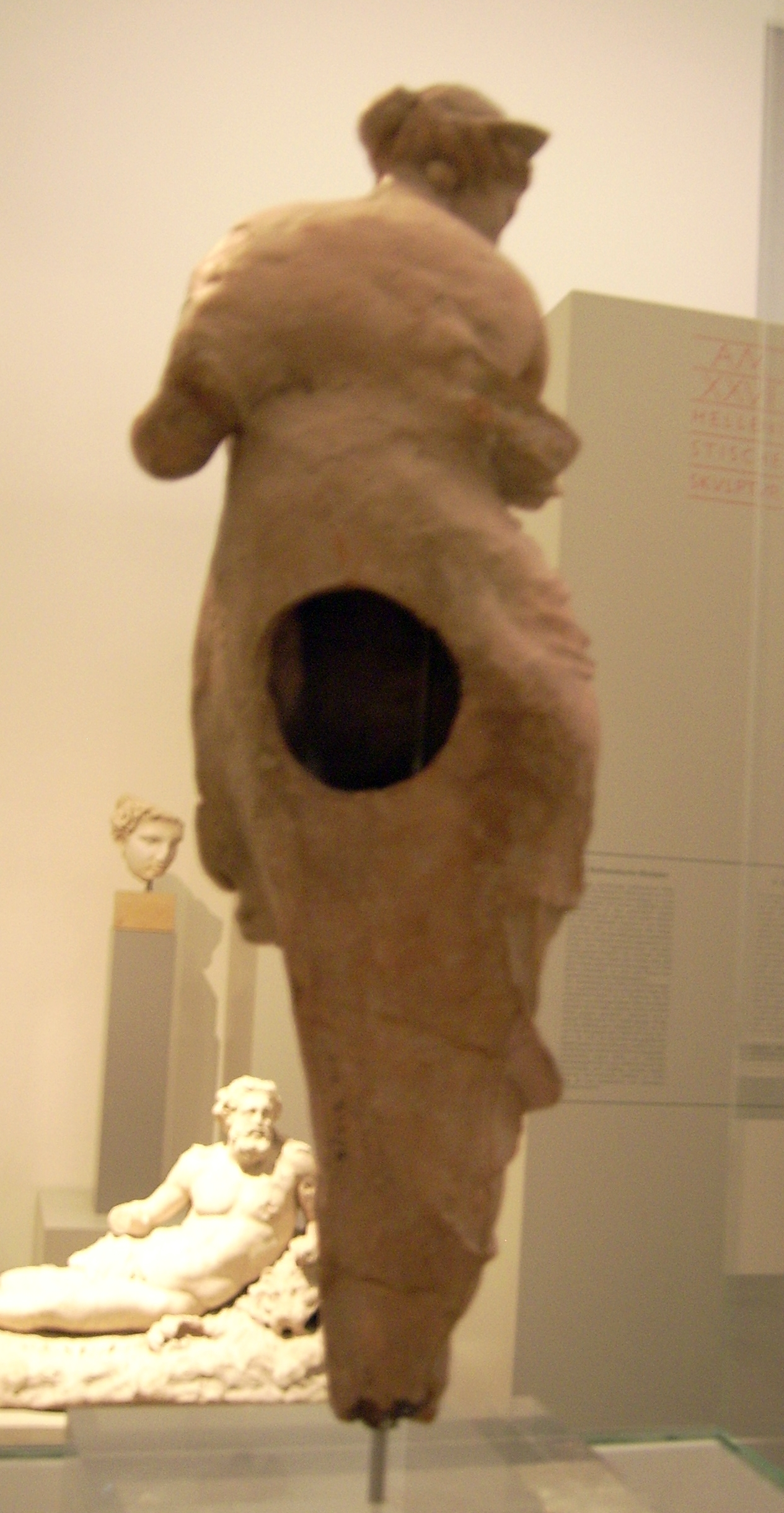
Rückseite

Die Darstellung der aus Terrakotta hergestellten Aphrodite gilt als besonders sinnlich und qualitativ herausragend. Das Gewand aus einem dünnen Stoff ist über die rechte Brust gefallen, auch sonst zeigt es mehr als es bedeckt. Vor allem im Bereich des Unterleibs liegt es sehr eng an und lässt die Körperkonturen recht genau erkennen. Da Arme und Beine abgebrochen und nicht erhalten sind, somit erklärende Attribute nicht erkennbar sind, kann die genaue Haltung der Figur nicht endgültig befriedigend geklärt werden. Da die Göttin den Kopf von den Gegenständen, die sie in der Hand hielt, wegwendet, ist es anzunehmen, dass zu ihrer Rechten eine weitere Figur, wahrscheinlich ein kleiner Eros, zu ergänzen ist. Das hochgestellte linke Bein lässt eine Basis oder eine größere Konstruktion wie einen Pfeiler vermuten. Das Haar der Aphrodite ist am Hinterkopf zusammengefasst und wird von einem Diadem gekrönt.
Die Vorderseite der 37,6 cm hohen Figur wurde in einer Matrize geformt und dann nachbearbeitet, der Rückseite wurde weniger Aufmerksamkeit geschenkt. Am Hals sind die Hautfalten scharfkantig nachgezogen worden. Die Pupillen sind durch leichte Vertiefungen angedeutet. In Höhe der Hüfte befindet sich auf der Rückseite ein großes, ovales Brennloch, das von der Herstellung herrührt. Es wird angenommen, dass die Statuette im kleinasiatischen Myrina hergestellt wurde. Der Ort war wie auch Tanagra für seine Terrakottaprodukte berühmt. Da beide Orte zu unterschiedlichen Zeiten ihre Höhepunkte hatten, wird diese Aphroditefigur ins 2. Jahrhundert v. Chr. datiert. Ursprünglich war die Figur bemalt. Reste von Engobe finden sich in den Tälern der Gewandfalten, blaue Farbspuren am Diadem und rosarote am Mantel. 
1930 wurde die Statue aus der Sammlung von Maximilian von Heyl für die Antikensammlung Berlin erworben. Von ihrem Vorbesitzer rührt auch der Name, unter dem die Figur heute bekannt ist. Sie wird derzeit im Rahmen der Dauerausstellung im Alten Museum gezeigt.